# Paul Pau

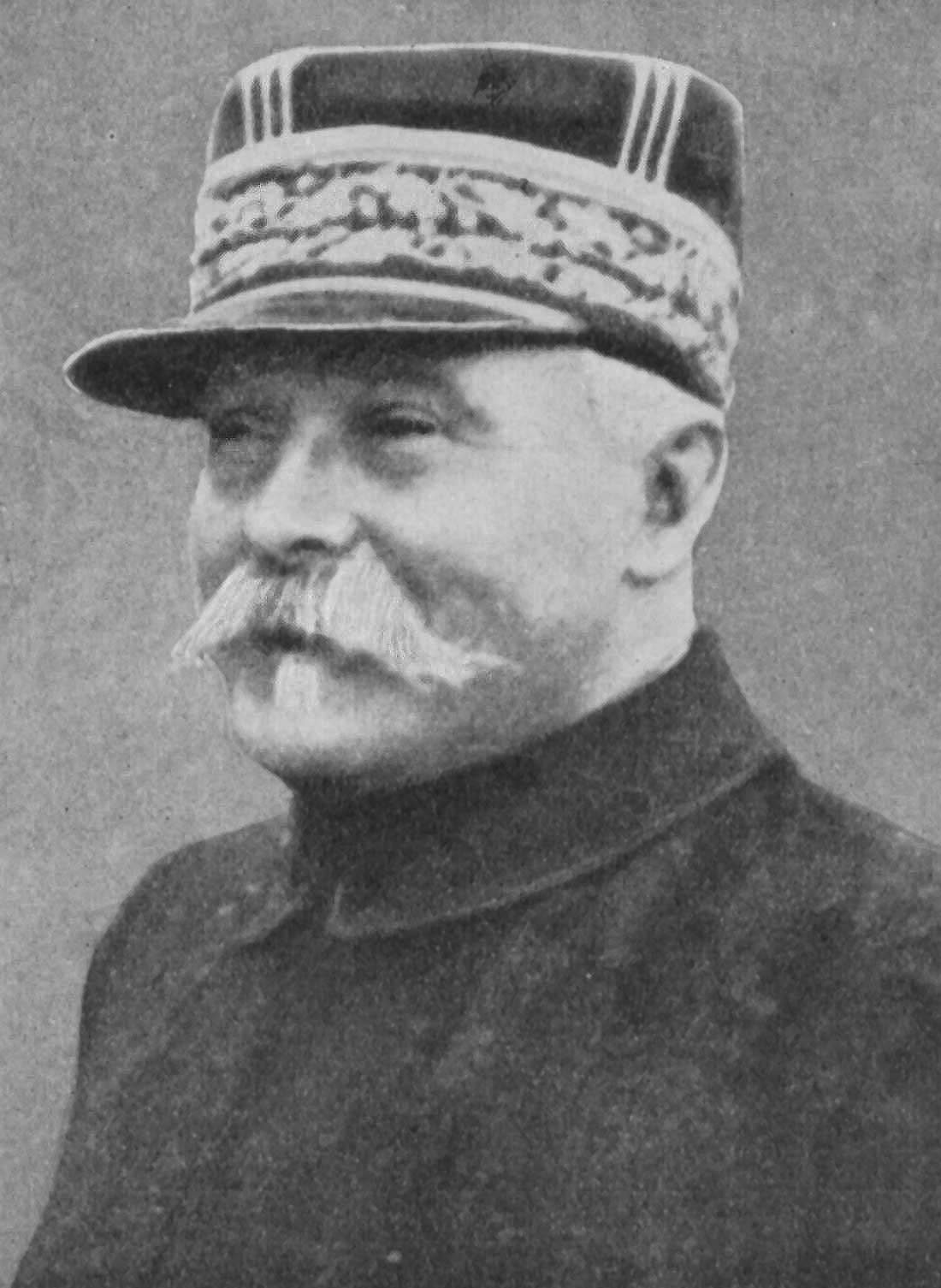
Paul Pau

Paul Marie Cesar Gerald Pau (Montélimar, 29 november 1848 - Parijs, 2 januari 1932) was een Frans generaal die vocht in de Frans-Duitse Oorlog en in de Eerste Wereldoorlog. 

## Frans-Duitse Oorlog
Hij studeerde in 1869 af aan de militaire academie van Saint-Cyr als infanterist. In 1870 raakte hij zwaargewond bij de Slag bij Frœschwiller-Wœrth en zijn rechterhand moest geamputeerd worden. Hij herstelde en ging terug naar het front. Op 24 juni 1870 werd hij door de Franse Staat onderscheiden met een benoeming tot Ridder in het Legioen van Eer.

## Vredestijd
In 1903 werd hij divisiegeneraal.
In 1911 weigerde hij een benoeming tot stafchef. In 1913 ging hij naar de reserve. 

## Eerste Wereldoorlog
Bij uitbraak van de Eerste Wereldoorlog in 1914 riep de bevelhebber van de Franse troepen, generaal Joseph Joffre, Paul Pau weer op voor dienst als bevelhebber van het Elzasleger. Hij moet Plan XVII uitvoeren en Elzas-Lotharingen heroveren. Pau boekte succes in de Elzas, maar leed nederlagen in Lotharingen te Morhange en Sarrebourg en moest zich terugtrekken. Joffre stuurde het leger van Pau naar het noorden om met het VIe Leger te vechten in de Eerste Slag bij de Marne.  
Terwijl de oorlog nog woedde werd Pau naar Australië gestuurd van 13 juli 1918 tot 1 augustus 1919. 
Op 4 maart 1919 werd hij uitgenodigd op de Assemblée nationale du Québec waar hij tegen alle regels in een toespraak afstak.